# Шияновський Владислав Іванович
Владислав Іванович Шияновський (22 грудня 1929, Харків — 10 травня 2006, Київ) — український шахіст, майстер спорту СРСР з 1957 року. Учасник 13-ти фінальних частин першостей України (срібний призер чемпіонатів України 1958 та 1961 років). Учасник двох фіналів чемпіонатів СРСР. 
Після завершення спортивної кар'єри — науковець-фізик, доктор фізико-математичних наук, професор Київського державного університету імені Тараса Шевченка.

## Життєпис

### Шахова кар'єра
Любов до шахів у дитинстві Владиславу привили батьки, які любили грати у шахи. Вже у три роки Владислав почав грати у шахи. До війни відвідував шаховий гурток у Харківському палаці піонерів, а після звільнення Києва у 1944 році у Київському палаці піонерів.
У 1947 році Шияновський переміг у турнірі кандидатів на юнацький чемпіонат СРСР, що проходив у Ленінграді. На юнацькому чемпіонаті Владислав посів 2-ге місце позаду Віктора Корчного.
Норму кандидата в майстри Шияновський виконав у Москві в січні 1950 року на першості Збройних Сил СРСР. У 1951 році вперше зіграв у чемпіонаті України, у тому ж році вперше зіграв відбірковий турнір до чемпіонату СРСР (чвертьфінал, що відбувся у Ленінграді).
У 1957 році розділивши 4—7 місця в одному з найсильніших чемпіонатів України за складом (до найсильніших шахістів України долучилися Сало Флор та Андре Лілієнталь) Шияновський виконав норму Майстра спорту.
У 1958 році вперше став призером чемпіонату України розділивши 2-4 місця з Юрієм Сахаровим та Аркадієм Макаровим.
У 1961 році розділив з Юрієм Коцем 1—2 місця у чемпіонату України, але поступився у матчі за 1 місце з рахунком 3—4 (+2-3=2). Наприкінці року вперше зіграв у фінальній частині чемпіонату СРСР розділивши 14—16 місця, в наступному році знову зумів відібратися на чемпіонат СРСР, де розділив 12—15 місця.
Владислав Шияновський неодноразовий чемпіон України в складі команди Києва на командних першостях республіки. У період 1962—1967 рр. виступав за збірну УРСР у шести матчах зі збірною Болгарії (набрав 7½ з 13 очок; +5-3=5). Другий призер міжнародного турніру в Бухаресті в 1962 р. з результатом міжнародного майстра (набрав 10 з 14 очок). Учасник міжнародних матчів Київ-Краків (1971), та «Буревісник» (СРСР) — «Академічний шаховий союз» (Фінляндія) у 1957 році.
Зіграв у ряді першостей товариств: збройних сил СРСР 1950 (3-4 місця), ЦР ДСТ «Авангард» 1959 та 1971 роки (1 місце), 1960, 1963, 1969 роки (3 місце). Чемпіон командної першості ВЦРПС у складі команди «Наука» 1953 р. Чемпіон та призер першостей Києва, зокрема: 1961 (1—2 місця), 1956 та 1957 (2 місце), 1969, 1971 (2—3 місця), 1964 (3 місце), 1955 (3—4 місця), 1968 (3—6 місця).
Був тренером Віктора Корчного під час його фінального матчу претендентів з Борисом Спаським, що проходив у Києві в 1968 році, та збірної ДСТ «Авангард» на матчі Кубка Європи серед клубів у 1980 році з командою «Рокаден» у Швеції.
Останнього разу на всесоюзному рівні Владислав Шияновський зіграв у 1971 році на командній першості СРСР у Ростові-на-Дону.
За підрахунками системи «Chessmetrics», Владислав Шияновський посідав 56-те місце у світі в червні 1959 року, а найвищий рейтинг мав у січні 1958 року — 2604 бали (57 місце)

### Наукова діяльність
Після завершення спортивної кар'єри розпочав педагогічну та наукову діяльності на кафедрі загальної фізики Київського державного університету імені Тараса Шевченка, став учнем професора Олександра Жмудського.
У 1989 році здобув науковий ступінь доктора фізико-математичних наук, захистивши дисертацію на тему «Багатоелектронна іонізація глибоких оболонок атомів при фотопоглинанні та електронному ударі». Через рік затверджений у вченому званні професора.
Досліджував рентгенівську спектроскопію, заснував власну наукову школу.
Помер на 77-му році життя 10 травня 2006 року. Похований на Лісовому кладовищі Києва.

## Статистика виступів

### Результати виступів у чемпіонатах України
За період з 1951 по 1966 роки Владислав Шияновський взяв участь у 13-ти фінальних турнірах чемпіонатів України, набравши при цьому 127½ очок із 224 можливих (+79-48=97), що становить 56,9 % від числа можливих очок.
| Рік  | Місто | Турнір                                                 | + | − | =  | Результат | Місце   |
| ---- | ----- | ------------------------------------------------------ | - | - | -- | --------- | ------- |
| 1951 | Київ  | 20-й чемпіонат України                                 | 5 | 8 | 4  | 7 з 17    | 12 — 15 |
| 1952 | Київ  | 21-й чемпіонат України                                 | 5 | 4 | 6  | 8 з 15    | 7 — 9   |
| 1955 | Київ  | 24-й чемпіонат України                                 | 6 | 2 | 9  | 10½ з 17  | — 5     |
| 1956 | Київ  | 25-й чемпіонат України                                 | 5 | 3 | 11 | 10½ з 19  | 6 — 9   |
| 1957 | Київ  | 26-й чемпіонат України                                 | 6 | 3 | 8  | 10 з 17   | 4 — 7   |
| 1958 | Київ  | 27-й чемпіонат України                                 | 8 | 3 | 5  | 10½ з 16  | — 4     |
| 1959 | Київ  | 28-й чемпіонат України                                 | 8 | 3 | 10 | 13 з 21   | 4 — 5   |
| 1960 | Київ  | 29-й чемпіонат України                                 | 7 | 3 | 7  | 10½ з 17  | 6       |
| 1961 | Київ  | 30-й чемпіонат України                                 | 7 | 0 | 8  | 11 з 15   | 1 — 2   |
|      |       | Матч з Юрієм Коцем за 1 місце 30-го чемпіонату України | 2 | 3 | 2  | 3 з 7     | Silver  |
| 1962 | Київ  | 31-й чемпіонат України                                 | 4 | 5 | 8  | 8 з 17    | 11 — 12 |
| 1963 | Київ  | 32-й чемпіонат України                                 | 7 | 5 | 5  | 9½ з 17   | 6 — 8   |
| 1964 | Київ  | 33-й чемпіонат України                                 | 5 | 5 | 9  | 9½ з 19   | 10 — 11 |
| 1966 | Київ  | 35-й чемпіонат України                                 | 6 | 4 | 7  | 9½ з 17   | 7 — 8   |

### Результати виступів у чемпіонатах СРСР
| Рік  | Місто  | Турнір              | + | − | =  | Результат | Місце   |
| ---- | ------ | ------------------- | - | - | -- | --------- | ------- |
| 1961 | Баку   | 29-й чемпіонат СРСР | 3 | 7 | 10 | 8 з 20    | 14 — 16 |
| 1962 | Єреван | 30-й чемпіонат СРСР | 4 | 7 | 8  | 8 з 19    | 12 — 15 |

### Інші турнірні та матчеві результати
| Рік  | Місто          | Турнір                                    | + | − | = | Результат | Місце       |
| ---- | -------------- | ----------------------------------------- | - | - | - | --------- | ----------- |
| 1947 | Ленінград      | 6-й чемпіонат СРСР серед юніорів          |   |   |   | 11 з 15   | Silver      |
| 1950 | Москва         | Чемпіонат збройних сил СРСР               | 4 | 6 | 9 | 8½ з 19   | 12          |
|      |                | Командний чемпіонат УРСР (4 шахівниця)    | 5 | 0 | 2 | 6 з 7     | ком         |
| 1951 | Москва         | Чемпіонат збройних сил СРСР               | 8 | 4 | 5 | 10½ з 17  | — 4         |
| 1952 | Одеса          | Командна першість СРСР (3 шахівниця)      | 6 | 0 | 2 | 7 з 8     | особ        |
|      | Москва         | Чемпіонат збройних сил СРСР               | 9 | 3 | 3 | 10½ з 15  | Silver      |
| 1953 | Мінськ         | Командна першість ВЦРПС (7 шахівниця)     | 8 | 0 | 2 | 9 з 10    | ком та особ |
| 1955 | Ворошиловград  | Командна першість СРСР (5 шахівниця)      | 7 | 4 | 6 | 10½ з 17  | ком         |
| 1956 | Київ           | Чемпіонат Києва                           | 7 | 2 | 6 | 10 з 15   | Silver      |
|      | Сталіно        | Командна чемпіонат України (1 шахівниця)  |   |   |   |           | ком         |
| 1957 | Київ           | Чемпіонат Києва                           | 6 | 1 | 6 | 9 з 13    | Silver      |
| 1959 | Кіровоград     | Спартакіада УРСР (2 шахівниця)            |   |   |   | 5½ з 7    | ком та особ |
|      | Москва         | ІІ Спартакіада народів СРСР (5 шахівниця) |   |   |   | 4½ з 7    | ком         |
|      | Київ           | ІІ фінал ЦРДСТ «Авангард»                 | 6 | 2 | 7 | 9½ з 15   | Gold        |
| 1960 | Київ           | ІІІ фінал ЦРДСТ «Авангард»                | 6 | 3 | 5 | 8½ з 14   | Bronze      |
| 1961 | Київ           | Чемпіонат Києва                           | 5 | 1 | 6 | 8 з 12    | — 2         |
|      | Москва         | Командна першість СРСР (3 шахівниця)      | 1 | 0 | 4 | 3 з 5     | ком         |
| 1962 | Бухарест       | міжнародний турнір (норма міжн.майстра)   | 6 | 0 | 9 | 10½ з 15  | Silver      |
| 1963 | Софія          | 2 матч Україна-Болгарія (7 шахівниця)     | 2 | 0 | 0 | 2 з 2     | Silver      |
|      | Київ           | Фінал ЦРДСТ «Авангард»                    |   |   |   | 8½ з 13   | Bronze      |
| 1964 | Софія          | 3 матч Україна-Болгарія (5 шахівниця)     | 1 | 0 | 1 | 1½ з 2    |             |
|      | Київ           | Чемпіонат Києва                           |   |   |   | 8½ з 14   | Bronze      |
| 1968 | Рига           | Командна першість СРСР                    | 3 | 0 | 6 | 6 з 9     | 5 ком       |
| 1969 | Київ           | Чемпіонат Києва                           |   |   |   | 9½ з 15   | — 3         |
| 1971 | Київ           | Чемпіонат Києва                           | 6 | 2 | 5 | 8½ з 13   | — 3         |
|      | Ростов-на-Дону | Командна першість СРСР (5 шахівниця)      |   |   |   | 3 з 7     | ком         |
| 1972 | Київ           | Фінал ЦРДСТ «Авангард»                    |   |   |   | 9 з 13    | Gold        |